# Bruno Clairefond
 (octobre 2019).
Bruno Clairefond est un acteur français.

## Filmographie

### Cinéma

#### Longs métrages
- 2008 : Les Inséparables de Christine Dory : le client du bar
- 2008 : Soit je meurs, soit je vais mieux de Laurence Ferreira Barbosa : le facteur
- 2009 : Au voleur de Sarah Leonor : Emir
- 2011 : Love and Bruises de Lou Ye : l'espion
- 2012 : Camille redouble de Noémie Lovovsky : le surveillant
- 2014 : Lili Rose de Bruno Ballouard : Xavier
- 2015 : Anna de Jacques Toulemonde : Bruno
- 2015 : Boomerang de François Favrat : Gérard (le grand-père jeune)
- 2016 : Tout pour être heureux de Cyril Gelblat : Bébert
- 2017 : Sonar de Jean-Philippe Martin :  Daniel Metz
- 2018 : Tous les dieux du ciel  de Quarxx : le professeur
- 2019 : Jeunesse sauvage de Frédéric Carpentier : le policier
- 2020 : Louloute de Hubert Viel : Jean-Jacques (le père)

#### Courts et moyens métrages
- 2005 : Des jours dans la rue d'Arthur Harari
- 2007 : La Main sur la gueule d'Arthur Harari : Bruno
- 2009 : Cavalier seul de Vincent Mariette : Jérôme Kafedjian
- 2010 : Même l'avenir dure longtemps d'Emmanuel Bonn
- 2010 : Far from Manhattan de Jacky Goldberg
- 2010 : Ulysses de Giovanni Sportiello : Franck
- 2010 : Des nœuds dans la tête de Stéphane Demoustier : Alexandre
- 2011 : Johnny de Bruno Ballouard : Francky
- 2011 : Douce de Sébastien Bailly : Bertrand Vigne
- 2011 : Mine de rien de Pauline Racine : le père
- 2011 : Tania de Giovanni Sportiello : le jeune homme
- 2011 : La Ligne de touche de Nicolas Rosée
- 2012 : La Dérive de Mathieu Salmon : Pierre
- 2012 : La Grève des ventres de Lucie Borleteau
- 2012 : L'Autre sang de François Tchernia et François Vacarisas : Haxmann
- 2013 : A cheval dans une maison vide de Frédéric Carpentier : Alain
- 2013 : Taureau Taureau de François-Olivier Lespagnol : Gustave
- 2013 : L'Albatros d'Emmanuel Bonnat : l'ami d'Antoione
- 2013 : Douce nuit de Stéphane Boquet : Moyen
- 2014 : Un petit d'homme de Jocelyne Desverchère : Jean
- 2014 : La Contre-allée de Cécile Ducrocq : Franck
- 2014 : Le 5 avril je me tue de Sergio Canneto : l'homme au chien
- 2014 : La Nuit tombe de Benjamin Papin : homme à la synagogue (non crédité)
- 2016 : Le Dieu Bigorne de Benjamin Papin : le père de Jérémy
- 2018 : Flexible de Mathieu Salmon : Karim
- 2018 : Villégiatures de Frédéric Carpentier : Alexis
- 2018 : Pompon Girl d'Adriana Soreil : le garçon du tramway
- 2019 : Personne de Paul G. Sportiello
- 2019 : Les Empêchés de Sandrine Terragno et Stéphanie Vasseur : voix

### Télévision
- 2009 : Suite noire (série télévisée), épisode 1 On achève bien les disc-jockeys d'Orso Miret : le père nerveux
- 2011 : L'épervier (série télévisée) de Stéphane Clavier : le marin
- 2014 : Engrenages (série télévisée), saison 5, épisode 1 de Frédéric Jardin : policier Pavillon
- 2015 : Léo Matteï, brigade des mineurs (série télévisée), saison 3, épisode 2 L'Amour en fuite de Ludovic Colbeau-Justin : Bertrand Cholet
- 2019 : La Frontière verte (Frontera Verde) (mini-série télévisée) de Ciro Guerra, Laura Mora Ortega et Jacques Toulemonde : Joseph Schultz
- 2020 : Libertador (mini-série télévisée) d'Ivan Gaona et Jacques Toulemonde Vidal : Ernesto del Canal
- 2022 : Las Villamizar (série télévisée) de Mateo Stivelberg et Herney Luna : Michel Goujon

## Distinctions
- Festival international du court métrage de Clermont-Ferrand 2008 : Prix Adami du meilleur acteur pour La Main sur la gueule